# Alexis Korner
Alexis Korner, född 19 april 1928 i Paris, död 1 januari 1984 i London, var en brittisk bluesartist.
1949 blev han en medlem av Chris Barbers jazzband. Han mötte sedan munspelaren Cyril Davies. Den första skivan tillsammans spelade de in 1957. 1961 bildade de bluesbandet Blues Incorporated där även andra musiker ingått. Cyril Davies lämnade gruppen 1963 och den upplöstes 1966. 
1970 bildade Alexis Korner bandet CCS tillsammans med många andra musiker. CCS upplöstes 1973. 1973 bildade han gruppen Snape tillsammans med före detta King Crimson medlemmar. Efter det blev han en medlem av bandet Rocket 88.
Alexis Korner har kallats både Father of British Blues och Grandfather of British Blues.